# Rye (New Hampshire)
Pour les articles homonymes, voir Rye.
Rye est une municipalité américaine située dans le comté de Rockingham au New Hampshire. Selon le recensement de 2010, sa population est de 5 298 habitants.

## Géographie
Rye est située sur la côte Atlantique et dispose de 8 milles (12,87 km) de côtes. Elle est la seule municipalité de l'État à posséder des îles dans l'Océan Atlantique, en l'occurrence une partie des îles de Shoals.
La municipalité s'étend sur 36,72 milles carrés (95,1 km2), dont 24,11 milles carrés (62,44 km2) d'étendues d'eau. Elle fait partie de la banlieue sud de Portsmouth.

## Histoire
C'est sur le territoire de Rye que fut fondé le premier campement du New Hampshire par David Thompson en 1623. La localité, connue sous le nom de Sandy Beach, fait partie de Portsmouth puis de New Castle, avant de devenir la municipalité de Rye en 1726. Elle doit son nom à la ville anglaise de Rye.

## Démographie
La population de Rye est estimée à 5 389 habitants au 1er juillet 2016.
Le revenu par habitant était en moyenne de 60 071 dollars par an entre 2012 et 2016, largement au-dessus de la moyenne du New Hampshire (35 264 dollars) et de la moyenne nationale (29 829 dollars). Sur cette même période, 5,1 % des habitants de Rye vivaient cependant sous le seuil de pauvreté (contre 7,3 % dans l'État et 12,7 % à l'échelle des États-Unis).